# Jeanne Odile van Vuchelen
Jeanne Odile van Vuchelen (Liège, 1933) é uma figurinista e cenógrafa belga, que a partir da década de 1960 passou a atuar no Brasil.

## Biografia
Cursou a École National Supérieure d'Art Decoratif de L'Albbaye de Cambre em Bruxelas, aonde se especializou  em alta costura e figurinos teatrais. Um de seus professores foi o pintor surrealista Paul Delvaux.
No Brasil trabalhou com os diretores Flávio Rangel, Antônio Abujamra e Ademar Guerra.

## Figurinos
Entre outros trabalhos são destaques os figurinos para as peças teatrais:
- Hedda Gabler, de Henrik Ibsen, com direção de Walmor Chagas (1964);
- O Outro André, produção de Nydia Licia (1965);
- Oh, que Delícia de Guerra!, produção de Ademar Guerra (1966);
- Marat-Sade, produção de Ademar Guerra (1967);
- As Alegres Comadres de Windsor, Teatro Maria Della Costa (1970);
- Abelardo e Heloisa, direção de Flávio Rangel (1971);
- A Capital Federal, direção de Flávio Rangel (1972);
- O Inspetor Geral, direção de Antônio Abujamra (1994).